# Resolución 338 del Consejo de Seguridad de las Naciones Unidas
La Resolución 338 del Consejo de Seguridad de las Naciones Unidas, aprobada el 22 de octubre de 1973, pidió un alto el fuego en la guerra de Yom Kipur de acuerdo con una propuesta conjunta de los Estados Unidos y la Unión Soviética. La resolución estipula que un alto el fuego entrara en vigor dentro de las 12 horas siguientes a la adopción de la resolución. Los «auspicios apropiados» fueron interpretados en el sentido de ser estadounidenses o soviéticas y no de la ONU. La tercera cláusula ayudó a establecer el marco para la Conferencia de Ginebra de 1973, celebrada en diciembre de dicho año.
La resolución fue aprobada en la 1747° reunión del Consejo de Seguridad  por 14 votos positivos y la abstención de la República Popular de China, que no participó en la votación. La lucha continuó a pesar de los términos exigidos por la resolución, originando luego la Resolución 339, que dio lugar a un cese al fuego.

## Vinculante o asunto no vinculante
La supuesta importancia de la resolución 338 en el conflicto árabe-israelí, supuestamente, se deriva de la palabra «decide» en la cláusula 3, que se llevó a cabo para que la resolución 242 sea obligatoria. Sin embargo la decisión en la cláusula 3 no se refiere a la resolución 242, sino más bien a la necesidad de iniciar las negociaciones sobre una paz justa y duradera en el Oriente Medio que dio lugar a la Conferencia de Ginebra, a la que Siria no asistió.
Por otra parte, el Artículo 25 de la Carta de las Naciones Unidas dice que los miembros de la ONU «se comprometen a aceptar y cumplir las decisiones del Consejo de Seguridad». En general se acepta que las resoluciones del Consejo de Seguridad adoptadas de acuerdo con el Capítulo VII de la Carta de las Naciones Unidas en el ejercicio de su responsabilidad primordial de mantener la paz internacional, son vinculantes para los Estados miembros.
Los estudiosos que aplican esta doctrina sobre la resolución afirman que el uso de la palabra «decide» hace que sea una decisión del Consejo, invocando así el carácter vinculante del artículo 25. La fuerza legal considera que la resolución 338 hace referencia a la resolución 242 por estar relacionados con el conflicto.
Algunos estudiosos afirman la posición de que la resolución fue aprobada como una recomendación Capítulo VI no vinculante. Otros comentaristas afirman que probablemente fue aprobada como una resolución del Capítulo VII vinculante.

## Adopción de la resolución
Egipto e Israel aceptaron el 22 de octubre de 1973 las condiciones de la resolución. Siria, Irak y Jordania rechazaron la resolución.

## Requisitos de ejecución por Egipto e Israel
Un alto el fuego negociado por las Naciones Unidas el 22 de octubre se deshizo rápidamente, con cada lado culpando al otro por el incumplimiento.
Según algunas fuentes, Egipto fue primero en romper el alto el fuego cuando el Tercer Cuerpo del Ejército de Egipto trató de liberarse del cerco del ejército de Israel. La acción de Egipto y la llegada de más equipamiento soviético a El Cairo permitió a Israel reforzar su control sobre los egipcios.
Según otras fuentes, Israel fue quien rompió el alto el fuego en primer lugar. Dado el enredo de los ejércitos de Israel y Egipto, la tentación era demasiada grande para que los israelíes se resistan. Después de un último empujón en el Sinaí expulsado a los egipcios, el gobierno de Israel dio la orden de cruzar el Canal de Suez. La negativa de Israel de dejar de luchar después del pedido de alto el fuego casi supuso intervención militar de la Unión Soviética.